# North Kawnpui
North Kawnpui is een census town in het district Kolasib van de Indiase staat Mizoram. 

## Demografie
Volgens de Indiase volkstelling van 2001 wonen er 6328 mensen in North Kawnpui, waarvan 50% mannelijk en 50% vrouwelijk is. De plaats heeft een alfabetiseringsgraad van 83%. 